# Navidad en la Estación Espacial Internacional

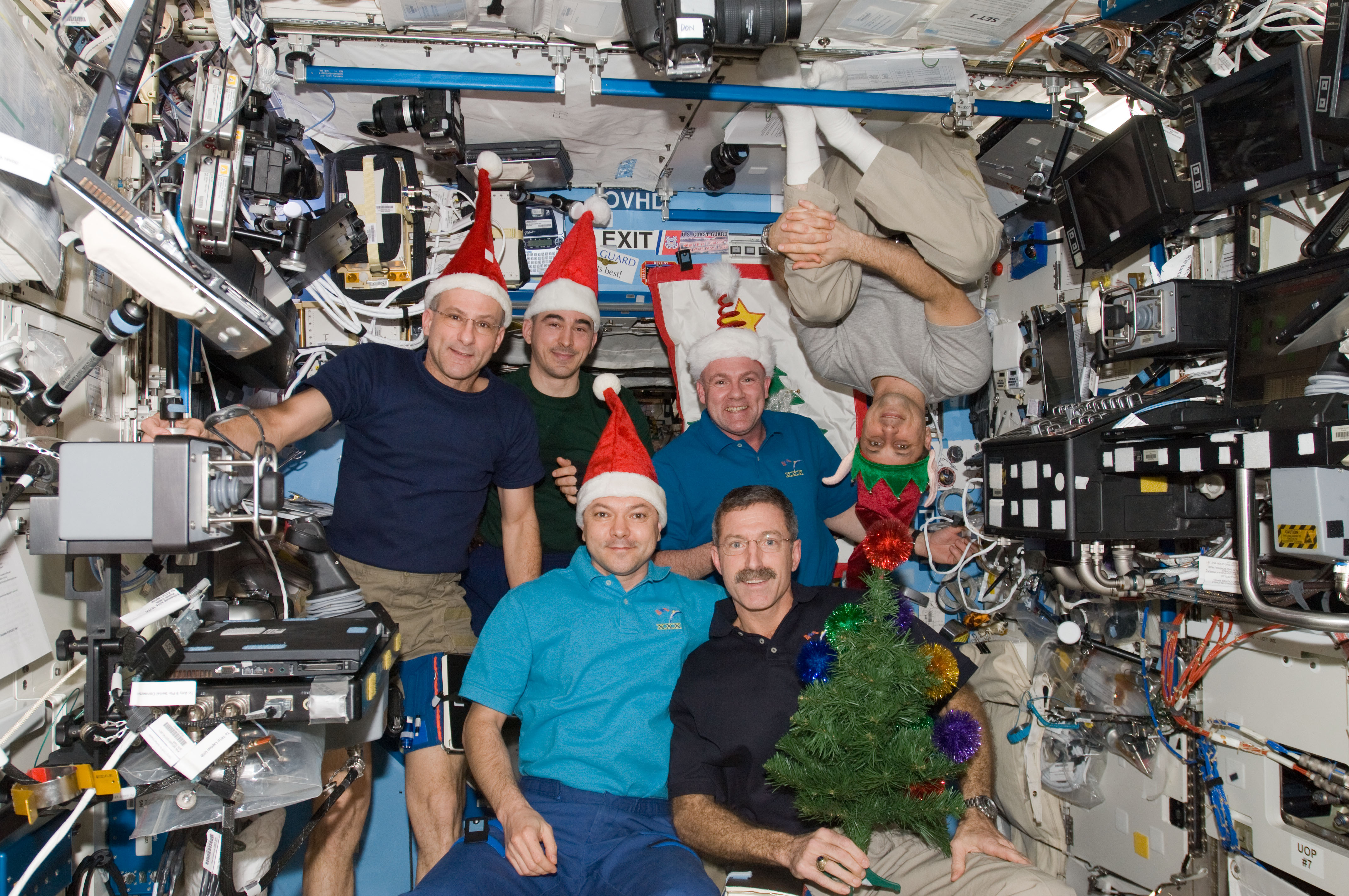
Expedición 30 en una foto de la tripulación en Navidad, 25 de diciembre de 2011

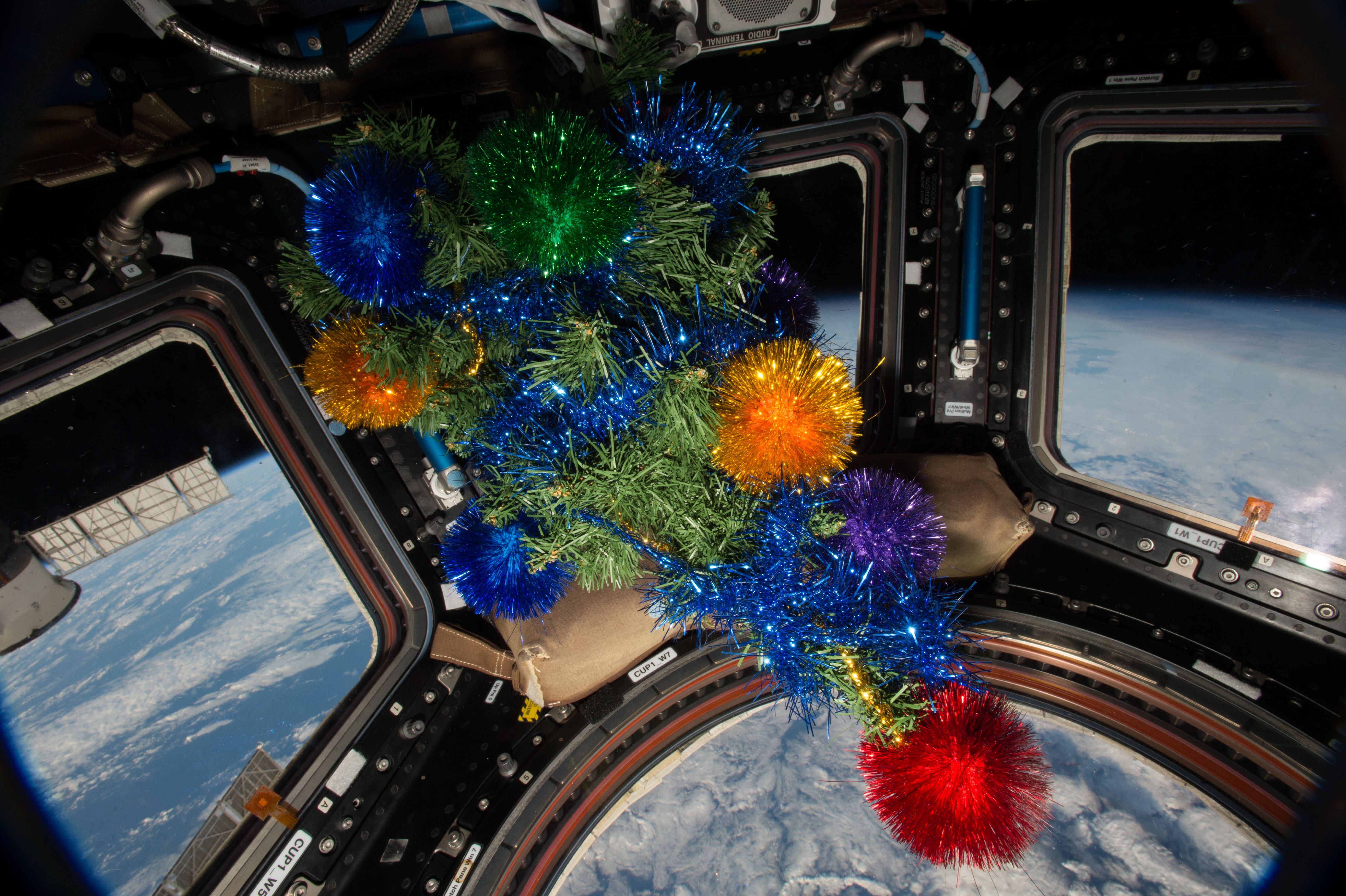
Un árbol de Navidad flotando en la cúpula, diciembre de 2015.

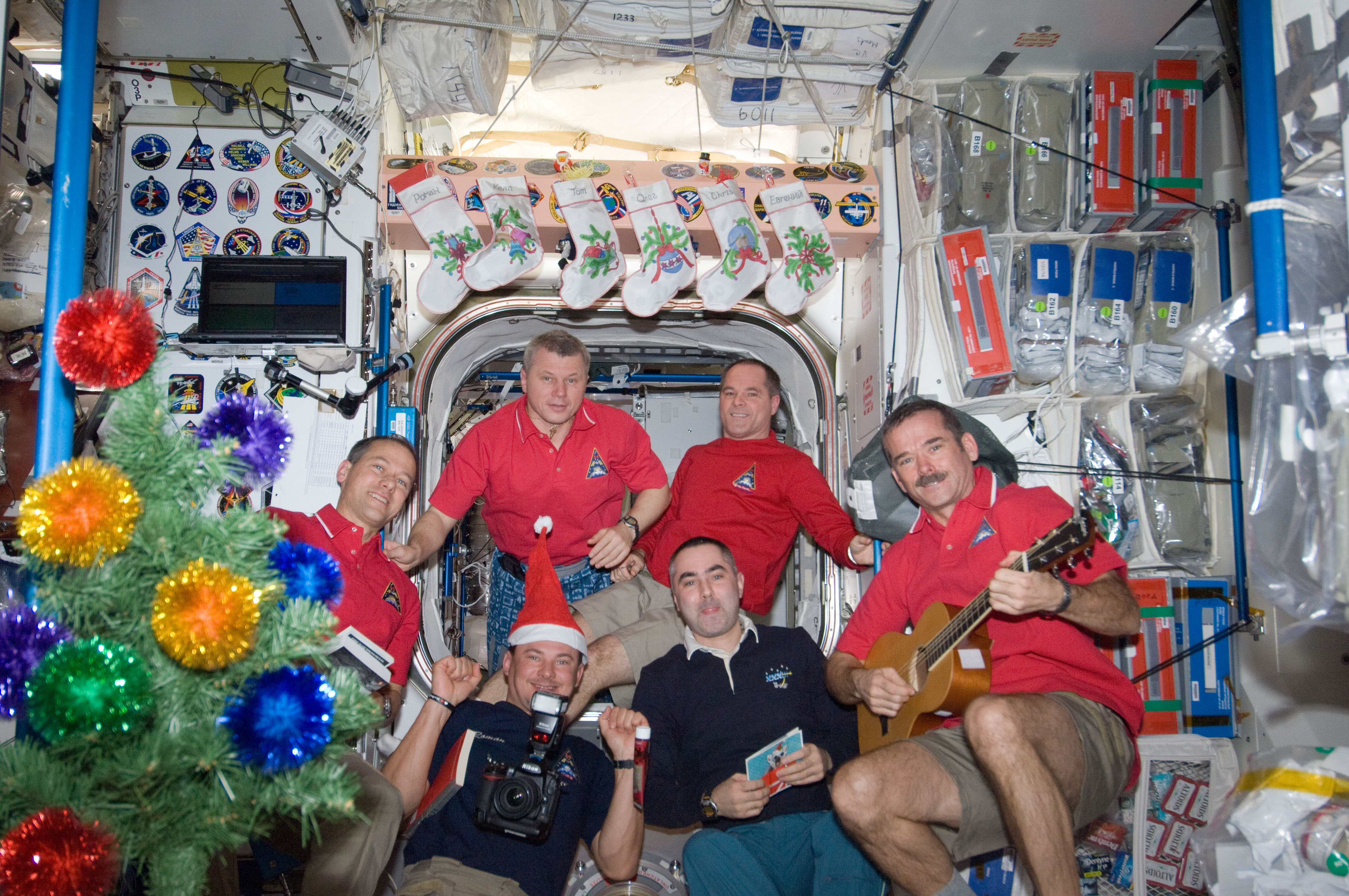
Los miembros de la tripulación de la expedición 34 se reúnen en el Nodo 1 en Nochebuena de 2012.

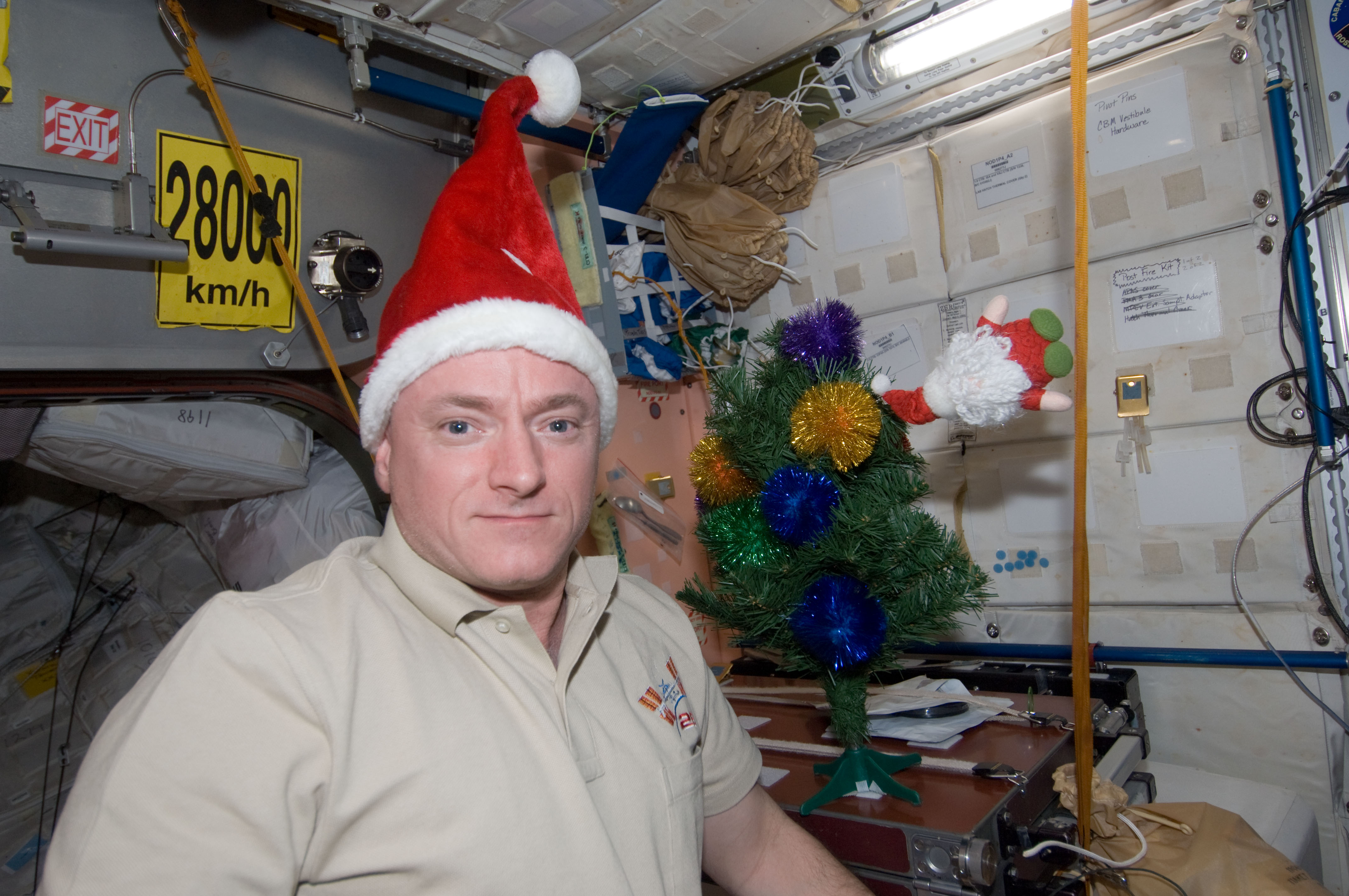
El astronauta Scott Kelly con gorro de Papá Noel

La Navidad en la Estación Espacial Internacional trata de la celebración de la Navidad en la Estación Espacial Internacional. Cada año, la tripulación de la Estación Espacial Internacional, sus familias y el personal terrestre celebran la Navidad. La tripulación disfruta del tiempo libre de acuerdo con su respectiva cultura, religión/fe y etnia. La Iglesia Ortodoxa Rusa celebra la Navidad según el calendario juliano, mientras que la Iglesia Católica y las diversas confesiones protestantes utilizan el calendario gregoriano, por lo que la tripulación puede celebrar la Navidad más de una vez en la estación eligiendo entre el 25 de diciembre o el 6, 7 o 19 de enero.
La Expedición 1 llegó a la ISS el 2 de noviembre de 2000 y celebró su primera Navidad a bordo de la estación ese mismo año. Otras celebraciones fueron las de la Expedición 30, con la llegada de Donald Pettit, Oleg Kononenko y André Kuipers. La estación ha estado ocupada ininterrumpidamente desde el año 2000, por lo que todas las Navidades han sido vividas por una tripulación. La fiesta es tan popular que una de las tradiciones que se ha desarrollado es celebrar una cena de Navidad.
El 25 de diciembre de 2011, la tripulación de la Expedición 30 se tomó un descanso en Navidad para hacerse una foto de equipo. Entre ellos estaban Dan Burbank, Oleg Kononenko, Don Pettit, Anatoly Ivanishin, Andre Kuipers y Anton Shkaplerov.
El 24 de diciembre de 2013, los astronautas realizaron una actividad extravehicular poco habitual en Nochebuena: instalaron una nueva bomba de amoníaco para el sistema de refrigeración de la estación. El sistema de refrigeración defectuoso había fallado a principios de mes, deteniendo muchos de los experimentos científicos de la estación. Los astronautas tuvieron que enfrentarse a una " pequeña ventisca " de amoníaco nocivo mientras instalaban la nueva bomba. Fue la segunda caminata espacial de Nochebuena en la historia de la NASA.
El 25 de diciembre de 2016, la tripulación celebró la Navidad flotando en la microgravedad y abriendo los regalos navideños recién entregados en una nave espacial de carga japonesa. Un astronauta llevaba un gorro de Papá Noel en la órbita. El astronauta francés Thomas Pesquet compartió una comida francesa especial con la tripulación de la estación. Pesquet también grabó un vídeo especial de Navidad para la ESA.